# Lanzelot (Oper)
Lanzelot ist eine Oper in fünfzehn Szenen mit Musik von Paul Dessau sowie einem Libretto von Heiner Müller und Ginka Tscholakowa. Das Werk beruht auf Jewgeni Schwarz’ Märchenstück Der Drache, die Erstaufführung fand am 19. Dezember 1969 in der Deutschen Staatsoper statt.

## Handlung
1. Die Szene spielt in einer steinzeitlichen Siedlung. Ein Chor beklagt die hohe Sterbeziffer. Der Medizinmann gibt nach einer Eingeweideschau vor, die Götter würden die Bewohner mit einer Choleraepidemie für ihre Sünden bestrafen. Abhilfe kann seines Erachtens nur der Drache schaffen, indem er das Wasser des örtlichen Sees erhitzt und damit abkocht. Nachdem dies tatsächlich geschieht, preisen alle Anwesenden das Untier.
2. Die Handlung ist ab diesem Zeitpunkt in der Gegenwart angesiedelt. Elsa pflückt mit ihren Freundinnen Blumen. Diese sprechen wiederholt von ihrer geplanten Heirat mit dem Drachen, die eine große Ehre darstellt und zum Wohle der Stadt geschieht. Elsa aber verachtet ihn und fürchtet, wie seine bisherigen Frauen von ihm umgebracht zu werden.
3. Der Drache sitzt in seinem Büro und rühmt sich seiner mystischen Herkunft. Als der Beginn der Bürgersprechstunde angekündigt wird, ist der entnervt, da sich das Volk nicht selbst regiert. Heinrich, der Sohn des Bürgermeisters und Verlobter von Elsa, wird vorstellig und versucht, deren Eheschließung mit dem Drachen zu verhindern. Selbiger ist über den Versuch amüsiert und ernennt Heinrich zu seinem neuen Sekretär. Der hinzukommende Bürgermeister ist über die Anstellung erfreut.
4. Lanzelot tritt erstmals auf und erkundigt sich bei Charlesmagnes sprechendem Kater über die Verhältnisse in der Stadt. Dabei erfährt er von der Herrschaft des Drachen und der Pflicht der Einwohner, stets zu lächeln. Charlesmagne kommt hinzu und lädt den Unbekannten zum Essen ein. Als dieser ankündigt, den Drachen töten zu wollen, spricht sich sein Gastgeber dagegen aus und zählt die Vorzüge von dessen Herrschaft auf. Auch die heimkehrende Elsa hat sich in ihr Schicksal ergeben.
5. Vom Fernsehraum aus beobachtet der Drache die Einwohner. An Charlesmagne findet er aufgrund seiner Ergebenheit Gefallen und gedenkt, ihm den Posten des Oberarchivars zu verleihen. Der rebellische Lanzelot stört ihn hingegen und er übt für den Fall einer Konfrontation lautes Gebrüll.
6. In Menschengestalt besucht der Drache die Vorigen und lässt sich bestätigen, dass alle Einwohner der Stadt glücklich sind. Lanzelot stellt sich ihm entgegen, woraufhin der Drache eine Reptilienform annimmt und ihn töten will. Der verängstigte Charlesmagne verweist darauf, dass es laut Verfassung der herausfordernden Partei zusteht, den Kampftag zu wählen und sich auf Kosten der Stadt bewaffnen zu lassen. Daraufhin setzt der Drache die Verfassung, vorgeblich zu deren eigenem Wohl, außer Kraft. Provokationen Lanzelots und einer Bitte Elsas folgend stimmt er aber dem arrangierten Duell zu. Nach seinem Abgang macht der Bürgermeister dem Helden Vorwürfe und versucht erfolglos, ihm den angeblichen politischen Pluralismus der Stadt zu beweisen. Heinrich befiehlt seinem Vater, Lanzelot zu bewaffnen.
7. Diese Szene stellt das Intermezzo dar. Die Berater des Drachen zählen die berühmten Taten von Herakles und Siegfried auf, schreiben diese aber Lanzelot zu und verdeutlichen damit die von ihm für den Herrscher ausgehende Gefahr. Hinter der Bühne ruft ein Chor derweil nach dem Helden.
8. Der Bürgermeister möchte Lanzelot nur ausrüsten, wenn er keine eigenen Waffen besitzt. Da sich dies nach einer polizeilichen Durchsuchung bestätigt, händigt er ihm eine schriftliche Bestätigung darüber aus, dass sich alle stadteigenen Kampfmittel in Reparatur befinden. In diesem Fall wird der Kampf durch eine Badekur ersetzt. Lanzelot besteht dennoch siegesgewiss auf die Konfrontation und schlägt auch das Angebot des Drachen aus, Elsa mit ihm zu teilen. Heinrich bietet der jungen Frau an, die geplante Zwangshochzeit zu verhindern, wenn sie dafür Lanzelot tötet. Sie weigert sich und versucht erfolglos, Heinrich zu erstechen. Der Drache ist derweil über ein unterirdisches Murren, das Unzufriedenheit mit seiner Herrschaft ankündigt, verärgert. Sein Sekretär informiert ihn aber, dass deswegen bereits eine Polizeiaktion stattfindet.
9. Mit Heinrichs Hilfe und unter Nutzung einer Puppe trainiert der Drache für das Duell. Neben Nahkampftechniken bedient er sich auch eines modernen Waffenarsenals. Die Handlung wird von drei Musikern auf der Bühne begleitet, deren Spiel bei einem Fehlschlag des Drachen aussetzt, woraufhin er die Musiker auffrisst. Die Szene kommt ohne Dialoge aus. Als Alternative für diese Handlung existiert auch ein kurzes Arioso, in dem der Drache in einem Monolog seine Regentschaft verherrlicht und über die Regierten flucht.
10. Lanzelot plagen Zweifel an seinem Befreiungsplan, da die Menschen seine Hilfe zurückweisen. Nacheinander kommen jedoch ein Antiquitätenhändler, der Kater, drei Arbeiter und ein Esel auf ihn zu, bieten ihm Unterstützung an und rüsten den Helden für den Kampf aus. Die Szene endet in der Konfrontation mit dem Drachen.
11. In einer Lautsprecherdurchsage wird der bevorstehende Sieg des Herrschers angekündigt, während sich mehrere Stadtbewohner über Charlesmagne und Lanzelot auslassen. Der Kater berichtet Elsas Vater, dass der Drache seinem Gegner schwer zusetzt. Zunächst sprechen sich lediglich die Arbeiter, ein Kind und der Esel für den Helden aus, bis auch Charlesmagne und mehrere Gefangene beginnen, dessen Namen zu skandieren.
12. Am Himmel kämpft der als Saurier auftretende Drache gegen Lanzelot, der nach jedem tödlichen Schlag in einer anderen Gestalt erneut auftritt. Er köpft seinen Gegner, dessen Haupt aber stets nachwächst. Neben dem Ruf „Lanzelot! Lanzelot!“ des Chors enthält die Szene keine Dialoge.
13. Nach dem Tod des Drachen versuchen der Bürgermeister und Heinrich einerseits sowie die Polizisten andererseits den öffentlichen Zorn über dessen Herrschaft auf die jeweils andere Partei zu lenken. Die Gefangenen werden aus dem Gefängnis entlassen, als sie dem Bürgermeister Vorwürfe machen, verlangt er aber ihre erneute Inhaftierung und hetzt die Einwohner auf sie. Einen Drachenkopf als Megafon benutzend fordert er außerdem, für ein Denkmal zu sammeln.
14. Lanzelot lässt in einem kurzen Selbstgespräch den Kampf Revue passieren.
15. Der Bürgermeister amtiert inzwischen als Präsident und wird als Bezwinger des Drachen gefeiert. Die Autoritäten der Stadt versuchen, die Erinnerung an Lanzelot auszulöschen oder diesen zu verleumden, Unbekannte würdigen ihn aber verbotenerweise durch Graffiti. Als der Präsident Elsa heiraten möchte, kommt der Held hinzu, dem Gefangene und Arbeiter folgen. Die junge Frau ist überglücklich, während sich die anderen Anwesenden verstecken. Lanzelots Gefolge nimmt an der Hochzeitstafel Platz, während er den Präsidenten und Heinrich für abgesetzt erklärt und sie die Drachenfragmente aus dem Saal fortschaffen lässt. Nachdem zum Ende der Szene alle Akteure die Bühne verlassen, bleibt nur noch ein Kind zurück, das als Epilog die freudigen Schlussworte mit zweifelndem Unterton wiederholt.

## Orchester
Die Orchesterbesetzung der Oper enthält die folgenden Instrumente:
- vier Flöten (auch vier Piccoloflöten, 3. Flöte auch Altflöte)
- drei Oboe (3. auch Englischhorn)
- drei Klarinetten (3. auch Bassklarinette)
- zwei Sopransaxophone, Altsaxophon, Tenorsaxophon, Baritonsaxophon
- drei Fagotte (3. auch Kontrafagott)
- vier Hörner
- vier Trompeten
- drei Posaunen
- zwei Tuben
- Mandoline
- Gitarre
- Akkordeon
- Harmonium
- zwei Cembali (Präpariertes Klavier, als Tonaufnahme)
- Celesta
- Klavier (normal oder präpariert)
- elektrische Orgel (Tonaufnahme)
- zwei Harfen
- Pauken (zwei Spieler)
- Rührtrommel
- Schlitztrommel
- vier Triangeln
- vier Tamburins
- vier Tomtoms
- vier Tempelblöcke
- zwei Holzblöcke
- verschiedene Becken
- große Trommel mit aufgeschnalltem Becken
- Charlestonmaschine
- zwei große Tamtams
- Gong
- Zimbeln
- Claves
- zwei Donnerbleche
- Windmaschine
- Kastagnetten
- Waschbrett
- Knarre
- Peitsche
- Waldteufel
- Messglocke
- Metallrassel
- Schüttelrohr
- Rumbabirne
- Kreisel
- Brummtopf (Löwengebrüll)
- Rasselbüchse
- Eisenketten auf Stahlplatten
- zehn Röhrenglocken
- Glockenspiel
- Xylophon
- Marimbaphon (zwei Spieler)
- Vibraphon (insgesamt sieben Spieler für das Schlagwerk)
- Streicher

Eine komplette Partitur des Werkes ist nicht erhalten.

## Uraufführung
Das Werk wurde am 19. Dezember 1969 in der Deutschen Staatsoper erstmals auf die Bühne gebracht. Die musikalische Leitung unterstand Herbert Kegel und die Inszenierung Ruth Berghaus, Andreas Reinhardt zeichnete für Bühnenbild und Kostüme verantwortlich. Siegfried Vogel und Reiner Süß traten in den männlichen Hauptrollen als Lanzelot bzw. Drache auf, Renate Krahmer gab die Elsa. Weitere namhafte Beteiligte waren Heinz Reeh als Charlesmagne, Eberhard Büchner in der Rolle des Heinrich, Harald Neukirch als Interpret sowie Pedro Hebenstreit, der Herakles verkörperte. Erich Siebenschuh gab als dritter Arbeiter, Medizinmann und dritter Berater insgesamt drei Charaktere.
Dessau widmete die Oper anlässlich des 20. Jahrestages der Gründung der DDR „allen, die in unserer Republik für den Sozialismus kämpfen und arbeiten“. Unter Berufung auf Schwarz’ Literaturvorlage sah er in dem Drachen ein „Symbol für den Faschismus“ und den Repräsentanten einer „inhumanen, kranken Welt“. Lanzelot betrachtete der Komponist hingegen als „Sinnbild für die Befreiung von jeglicher Ausbeutung“.

## Wiederaufführungen
Das Werk erlebte im April 1971 an der Bayerischen Staatsoper in München sowie 1971/72 in Dresden Neuinszenierungen, für die Dessau das Ende des Stückes umgeschrieben und den Epilog entfernt hatte. Danach war es nicht mehr auf den Spielplänen zu finden, erfuhr aber am 23. November 2019 am Deutschen Nationaltheater Weimar unter der Regie von Peter Konwitschny und der musikalischen Leitung von Dominik Beykirch eine Wiederaufführung. Diese wurde in der Kritikerumfrage der Zeitschrift Opernwelt zur „Wiederentdeckung des Jahres“ gewählt. Ein Mitschnitt erschien 2023 auf CD.

## Textausgaben
- Lanzelot. Bote & Bock, Berlin und Wiesbaden 1971
- Fritz Hennenberg (Hrsg.): Paul Dessau. Opern. Henschelverlag, Berlin 1976